# Turbonilla magdalinensis
Turbonilla magdalinensis är en snäckart som beskrevs av Bartsch 1927. Turbonilla magdalinensis ingår i släktet Turbonilla och familjen Pyramidellidae. Inga underarter finns listade i Catalogue of Life.